# Al-Dżazzar
Al-Dżazzar (ar. الجزار, fr. Djezar) – miasto w północnej Algierii, w prowincji Batina.